# Mermessus persimilis
Mermessus persimilis là một loài nhện trong họ Linyphiidae.
Loài này thuộc chi Mermessus. Mermessus persimilis được Alfred Frank Millidge miêu tả năm 1987.